# Festival da Canção
Il Festival da Canção, ufficialmente Festival RTP da Canção, è un festival musicale portoghese trasmesso e organizzato dall'emittente radiotelevisiva Rádio e Televisão de Portugal (RTP) dal 1964, che funge da metodo di selezione nazionale per il rappresentante del Portogallo all'Eurovision Song Contest.
È stato trasmesso ogni anno a partire dalla sua fondazione, fatta eccezione per gli anni 2002, 2004, 2005, 2013 e 2016.

## Storia
Le radici del festival risalgono al Festival da Canção Portuguesa, organizzato nel 1958 e protrattosi fino al 1961. In occasione del debutto del paese iberico, ancora sotto il governo dittatoriale di António de Oliveira Salazar, all'Eurovision Song Contest 1964 di Copenaghen, in Danimarca, fu concesso all'emittente radiofonica pubblica Emissora Nacional de Radiodifusão (ENR) di organizzare il primo Festival da Canção per selezionare il rappresentante dello stato alla manifestazione europea. A vincere fu António Calvário, che tuttavia con la sua Oração, si classificherà ultimo senza ricevere punti, al fianco di Germania Ovest, Jugoslavia e Svizzera.

## Edizioni
| Anno | Artista                      | Brano                      | Compositori                                                                       | All'Eurovision Song Contest |
| ---- | ---------------------------- | -------------------------- | --------------------------------------------------------------------------------- | --------------------------- |
| 1964 | António Calvário             | Oração                     | João Nobre, Francisco Nicholson, Rogério Bracinha                                 | 13ª                         |
| 1965 | Simone de Oliveira           | Sol de inverno             | Carlos Nóbrega e Sousa, Jerónimo Bragança                                         | 13ª                         |
| 1966 | Madalena Iglésias            | Ele e ela                  | Carlos Canelhas                                                                   | 13ª                         |
| 1967 | Eduardo Nascimento           | O vento mudou              | Nuno Nazareth Fernandes, João Magalhães Pereira                                   | 12ª                         |
| 1968 | Carlos Mendes                | Verão                      | Pedro Vaz Osório, José Alberto Diogo                                              | 11ª                         |
| 1969 | Simone de Oliveira           | Desfolhada portuguesa      | Nuno Nazareth Fernandes, José Carlos Ary dos Santos                               | 15ª                         |
| 1970 | Sérgio Borges                | Onde vais rio que eu canto | Carlos Nóbrega e Sousa, Joaquim Pedro Gonçalves                                   | Nessuna partecipazione      |
| 1971 | Tonicha                      | Menina do alto da serra    | Nuno Nazareth Fernandes, José Carlos Ary dos Santos                               | 9ª                          |
| 1972 | Carlos Mendes                | A festa da vida            | José Calvário, José Niza                                                          | 7ª                          |
| 1973 | Fernando Tordo               | Tourada                    | Fernando Tordo, José Carlos Ary dos Santos                                        | 10ª                         |
| 1974 | Paulo de Carvalho            | E depois do adeus          | José Calvário, José Niza                                                          | 14ª                         |
| 1975 | Duarte Mendes                | Madrugada                  | José Luís Tinoco                                                                  | 16ª                         |
| 1976 | Carlos do Carmo              | Uma flor de verde pinho    | José Niza, Manuel Alegre                                                          | 12ª                         |
| 1977 | Os Amigos                    | Portugal no coração        | Fernando Tordo, José Carlos Ary dos Santos                                        | 14ª                         |
| 1978 | Gemini                       | Dai li dou                 | Vítor Mamede, Carlos Quintas                                                      | 17ª                         |
| 1979 | Manuela Bravo                | Sobe, sobe, balão sobe     | Carlos Nóbrega e Sousa                                                            | 9ª                          |
| 1980 | José Cid                     | Um grande, grande amor     | José Cid                                                                          | 7ª                          |
| 1981 | Carlos Paião                 | Playback                   | Carlos Paião                                                                      | 18ª                         |
| 1982 | Doce                         | Bem bom                    | Pedro Brito, Tozé Brito, António Pinho                                            | 13ª                         |
| 1983 | Armando Gama                 | Esta balada que te dou     | Armando Gama                                                                      | 13ª                         |
| 1984 | Maria Guinot                 | Silêncio e tanta gente     | Maria Guinot                                                                      | 11ª                         |
| 1985 | Adelaide                     | Penso em ti, eu sei        | Tozé Brito, Adelaide, Luís Fernando                                               | 18ª                         |
| 1986 | Dora                         | Não sejas mau para mim     | Guilherme Inês, Zé Da Ponte, Luís Manuel de Oliveira Fernandes                    | 14ª                         |
| 1987 | Nevada                       | Neste barco à vela         | Alfredo Azinheira, Jorge Mendes                                                   | 18ª                         |
| 1988 | Dora                         | Voltarei                   | José Niza, José Calvário                                                          | 18ª                         |
| 1989 | Da Vinci                     | Conquistador               | Ricardo, Pedro Luís                                                               | 16ª                         |
| 1990 | Nucha                        | Há sempre alguém           | Luís Filipe, Ian van Dijck, Frederico Pereira, Francisco Pereira                  | 20ª                         |
| 1991 | Dulce Pontes                 | Lusitana paixão            | Jorge Quintela, José Da Ponte, Fred Micaelo                                       | 8ª                          |
| 1992 | Dina                         | Amor d'água fresca         | Ondina Veloso, Rosa Lobato de Faria                                               | 17ª                         |
| 1993 | Anabela                      | A cidade (até ser dia)     | Paulo de Carvalho, Marco Quelhas, Pedro Abrantes                                  | 10ª                         |
| 1994 | Sara Tavares                 | Chamar a música            | João Carlos Campos de Sousa Mota Oliveira, Rosa Lobato de Faria                   | 8ª                          |
| 1995 | Tó Cruz                      | Baunilha e chocolate       | António Vitorino d'Almeida, Rosa Lobato de Faria                                  | 21ª                         |
| 1996 | Lúcia Moniz                  | O meu coração não tem cor  | Pedro Osório, José Fanha                                                          | 6ª                          |
| 1997 | Célia Lawson                 | Antes do adeus             | Rodrigues Lobato de Faria, Thilo Krassman, Rosa Maria de Bettencourt              | 24ª                         |
| 1998 | Alma Lusa                    | Se eu te pudesse abraçar   | José Cid                                                                          | 12ª                         |
| 1999 | Rui Bandeira                 | Como tudo começou          | Jorge do Carmo, Tó Andrade                                                        | 21ª                         |
| 2000 | Liana                        | Sonhos mágicos             | Gerardo Rodrigues, Maria da Conceição Norte                                       | Nessuna partecipazione      |
| 2001 | MTM                          | Só sei ser feliz assim     | Marco Quelhas                                                                     | 17ª                         |
| 2003 | Rita Guerra                  | Deixa-me sonhar            | Paulo Martins                                                                     | 22ª                         |
| 2006 | Nonstop                      | Coisas de nada             | José Manuel Afonso, Elvis Veiguinha                                               | SF: 19ª                     |
| 2007 | Sabrina                      | Dança comigo               | Emanuel, Tó Maria Vinhas                                                          | SF: 11ª                     |
| 2008 | Vânia Fernandes              | Senhora do mar             | Andrej Babić, Carlos Coelho                                                       | 13ª                         |
| 2009 | Flor-de-Lis                  | Todas as ruas do amor      | Paulo Pereira, Pedro Marques                                                      | 15ª                         |
| 2010 | Filipa Azevedo               | Há dias assim              | Augusto Madureira                                                                 | 18ª                         |
| 2011 | Homens da Luta               | A luta é alegria           | Jel                                                                               | SF: 18ª                     |
| 2012 | Filipa Sousa                 | Vida minha                 | Andrej Babić, Carlos Coelho                                                       | SF: 13ª                     |
| 2014 | Suzy                         | Quero ser tua              | Emanuel                                                                           | SF: 11ª                     |
| 2015 | Leonor Andrade               | Há um mar que nos separa   | Miguel Gameiro                                                                    | SF: 14ª                     |
| 2017 | Salvador Sobral              | Amar pelos dois            | Luísa Sobral                                                                      | 1ª                          |
| 2018 | Cláudia Pascoal feat. Isaura | O jardim                   | Isaura                                                                            | 26ª                         |
| 2019 | Conan Osíris                 | Telemóveis                 | Conan Osíris                                                                      | SF: 15ª                     |
| 2020 | Elisa                        | Medo de sentir             | Marta Carvalho                                                                    | Edizione cancellata         |
| 2021 | The Black Mamba              | Love Is on My Side         | Pedro "Tatanka" Caldeira                                                          | 12ª                         |
| 2022 | Maro                         | Saudade, saudade           | Maro, John Blanda                                                                 | 9ª                          |
| 2023 | Mimicat                      | Ai coração                 | Marisa Mena, Luís Pereira                                                         | 23ª                         |
| 2024 | Iolanda                      | Grito                      | Alberto Hernández, Iolanda Costa                                                  | 10ª                         |
| 2025 | Napa                         | Deslocado                  | Filipe Andrade, Manuel Figueiredo, Manuel Granate, Manuel Protásio, Vasco Granate |                             |